# Tullebølle
Tullebølle er en by på Langeland med 756 indbyggere  (2024), beliggende i Tullebølle Sogn på den centrale del af øen. Den er Langelands næststørste by. I Tullebølle finder man Tullebølle Kro der er 150 år gammel og en kirke, Tullebølle Kirke, der stammer fra omkring år 1200. Den lille by ligger i Langeland Kommune og hører til Region Syddanmark.
Seks kilometer nord for byen ligger landsbyen Tranekær med det rødkalkede Tranekær Slot. Fra Tullebølle er der syv kilometer til Rudkøbing.